# Diskeeper
 (juin 2012).
Si vous disposez d'ouvrages ou d'articles de référence ou si vous connaissez des sites web de qualité traitant du thème abordé ici, merci de compléter l'article en donnant les références utiles à sa vérifiabilité et en les liant à la section « Notes et références ».
Diskeeper est un logiciel utilitaire d'optimisation des disques pour systèmes Microsoft Windows.

## Description
Diskeeper a été créé en 1986 pour les plates-formes VMS. Une des premières versions de Diskeeper a été choisie par Microsoft comme défragmenteur intégré des systèmes d’exploitation de Windows 2000, 2003, et XP.